# Heinrich Ewald

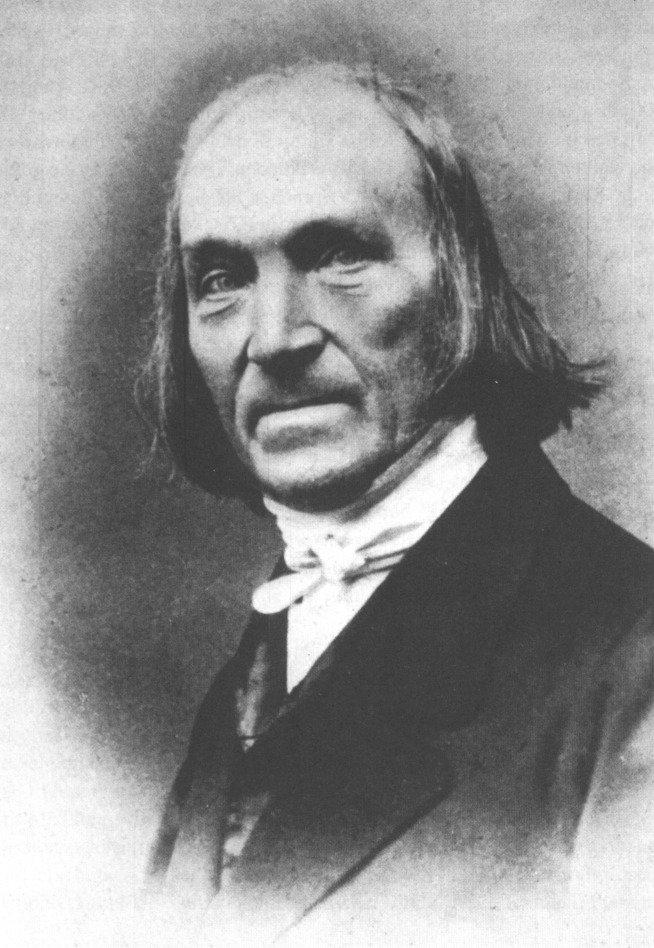
Heinrich Ewald.

Georg Heinrich August Ewald (Göttingen, 16 november 1803 – aldaar, 4 mei 1875) was een Duits theoloog en oriëntalist. Hij behoorde tot de Göttinger Sieben, die in 1837 tegen het opheffen van de vrijzinnige grondwet van 1833 in het koninkrijk Hannover protesteerden en daarom werden ontslagen en deels verbannen.
Hij studeerde vanaf 1820 aan de Universiteit van Göttingen bij Johann Gottfried Eichhorn en Thomas Christian Tychsen, waar hij zich specialiseerde in oosterse talen. Hij studeerde af in 1823. In 1830 huwde hij met Wilhelmina, de dochter van Carl Friedrich Gauss.

## Werk
- Die Composition der Genesis kritisch untersucht (1823)
- De metris carminum Arabicorum (1825)
- Des Hohelied Salomo's übersetzt u. erklärt (1826)
- Kritische Grammatik der hebr. Sprache (1827)
- Über einige ältere Sanskritmetra. Ein Versuch (1827)
- Liber Vakedu de Mesopotamiae expugnatae historia (1827)
- Commentarius in Apocalypsin Johannis (1828)
- Abhandlungen zur biblischen u. orientalischen Literatur (1832)
- Grammatica critica linguae Arabicae (1831-1833)
- Die poetischen Bücher des alten Bundes (1835-1837 en 1866-1867)
- Plan dieser Zeitschrift. In: Zeitschrift für die Kunde des Morgenlandes 1 (1837)
- Die Propheten des alten Bundes (1840-1841 en 1867-1868)
- Geschichte des Volkes Israel (1843-1859 en 1864-1868)
- Alterthümer Israels (1848)
- Die drei ersten Evangelien übersetzt u. erklärt (1850)
- Über das äthiopische Buch Henoch (1854)
- Die Sendschreiben des Apostels Paulus übersetzt u. erklärt (1857)
- Die Johanneischen Schriften übersetzt u. erklärt (1861-1862)
- Über des vierte Esrabuch (1863)
- Sieben Sendschreiben des neuen Bundes (1870)
- Das Sendschreiben an die Hebräer u. Jakobos' Rundschreiben (1870)
- Die Lehre der Bibel von Gott, oder Theologie des alten u. neuen Bundes (1871-1875)
- Hebr. Sprachlehre für Anfänger (1874)
- Commentary on the book of Job. (1882)

Wilhelm Eduard Albrecht · Friedrich Christoph Dahlmann · Heinrich Ewald · Georg Gottfried Gervinus · Jacob Grimm · Wilhelm Grimm · Wilhelm Eduard Weber
- Bibsys: 90324356
- Biblioteca Nacional de Chile: 000555222
- Biblioteca Nacional de España: XX1262626
- Bibliothèque nationale de France: cb15121705b (data)
- CiNii: DA07763474
- Gemeinsame Normdatei: 118682857
- International Standard Name Identifier: 0000 0001 1034 8076
- Library of Congress Control Number: n82058766
- Mathematics Genealogy Project: 145778
- Nationale Bibliotheek van Tsjechië: jx20070131003
- Nationale bibliotheek van Australië: 35772577
- Nationale Bibliotheek van Israël: 987007261076705171
- Nationale Bibliotheek van Polen: a0000002209791
- Nederlandse Thesaurus van Auteursnamen: 068329911
- Réseau des bibliothèques de Suisse occidentale: 02-A000059715
- LIBRIS: 52377
- Système universitaire de documentation: 08062295X
- Trove: 1080336
- Virtual International Authority File: 309589
- WorldCat: E39PBJpyrbdVDHpWwqWq3QRtKd